# Kep1er

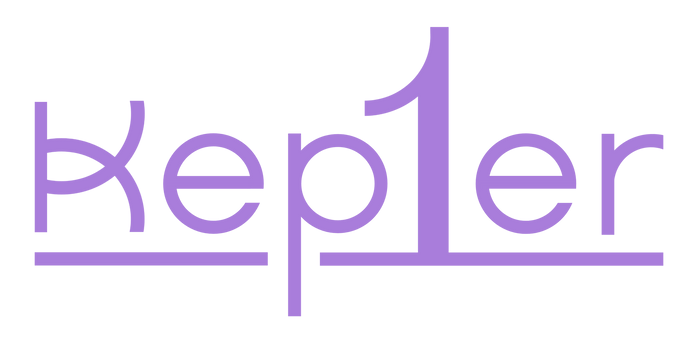
Logo oficial de Kep1er

Kep1er (en hangul, 케플러; romanización revisada, Kepeulleo) es un grupo femenino surcoreano formado mediante el programa de competencia de telerrealidad de Mnet, Girls Planet 999, y manejado por WakeOne y KLAP Entertainment. Está formado actualmente por siete integrantes: Kim Chaehyun, Huening Bahiyyih, Choi Yujin, Kim Dayeon, Seo Youngeun, Hikaru Ezaki y Shen Xiaoting. Inicialmente como un grupo de nueve integrantes, Sakamoto Mashiro y Kang Ye-seo dejaron el grupo en julio de 2024.
Kep1er debutó el 3 de enero de 2022 con el EP First Impact.

## Historia

### 2021: Formación a través deGirls Planet 999
Kep1er se formó mediante el programa de competencia de telerrealidad Girls Planet 999, de Mnet, que se transmitió desde el 6 de agosto de 2021 hasta el 22 de octubre de 2021. En el programa participaron 99 concursantes de China, Japón y Corea del Sur para debutar un grupo femenino multinacional, de las que solamente nueve terminarían en la alineación final.
Antes de que el programa se emitiera, varias miembros de Kep1er ya habían participado en la industria del entretenimiento. Choi Yu-jin debutó en el grupo femenino CLC de Cube Entertainment en marzo de 2015, con el EP First Love, y fue miembro activo del grupo hasta su disolución en 2022. Kang Ye-seo es reconocida por su trayectoria actoral. En 2010, Ye-seo formó parte del grupo femenino infantil CutieL, antes de unirse a Busters en julio de 2019, formando parte del grupo hasta su salida en agosto de 2020.
Por otro lado, Shen Xiaoting y Kim Da-yeon participaron previamente en otros programas de supervivencia. En 2018, Kim Da-yeon participó en Produce 48, como concursante de la compañía CNC Entertainment, mientras que Shen Xiaoting estuvo en el reality de supervivencia chino Produce Camp 2020, bajo la empresa Top Class Entertainment. Ambas fueron eliminadas en la primera ronda de cada programa y terminaron en las posiciones 70 y 80 respectivamente. Sakamoto Mashiro apareció en el primer episodio del programa de supervivencia Stray Kids como parte del equipo de aprendices femeninas, pero no progresó más allá de este; fue aprendiz de la empresa JYP Entertainment desde 2016 hasta 2018.

### 2022: Debut conFirst Impact, participación enQueendom 2y debut en Japón
Originalmente, Kep1er iba a debutar el 14 de diciembre de 2021, con los pedidos anticipados de su primer EP, First Impact, iniciando el 29 de noviembre. Una presentación en los Mnet Asian Music Awards 2021 también había sido programada para el 11 de diciembre. Sin embargo, se anunció repentinamente que el debut del grupo sería reprogramado para el 3 de enero de 2022 debido a que uno de los miembros de su equipo había dado positivo a COVID-19. Su presentación en los MAMA 2021 también fue cancelada. El 14 de diciembre se reveló que las integrantes Mashiro y Xiaoting habían dado positivo a COVID-19, y para el día 26 del mismo mes, la agencia de Kep1er confirmó que ambas se habían recuperado por completo.
El 3 de enero de 2022, el grupo finalmente lanzó su primer EP, First Impact, junto con el sencillo «Wa Da Da». El 13 de enero, diez días después de su debut, Kep1er consiguió su primera victoria en un programa musical surcoreano en M Countdown, convirtiéndose en uno de los grupos femeninos más rápidos en lograrlo. El 21 de febrero de 2022, se confirmó que Kep1er participaría en la segunda temporada del programa de competencia de Mnet Queendom, el cual se estrenó el 31 de marzo del mismo año. El programa concluyó el 2 de junio; Kep1er quedó en la quinta posición de la competencia. Posterior a ello, el grupo lanzó su segundo EP, Doublast, el 20 de junio de 2022, junto con su sencillo principal «Up!».
El 7 de septiembre de 2022, Kep1er realizó su debut japonés con el sencillo «Fly-Up». El video musical para la canción principal, titulada «Wing Wing», fue lanzado de manera anticipada el 3 de agosto. De igual manera, el 10 y 11 de septiembre se llevó a cabo el primer showcase del grupo en Japón, el cual tuvo lugar en el salón de eventos Makuhari Messe.
El 23 de septiembre de 2022, Kep1er lanzó un sencillo promocional, titulado «Sugar Rush», a través de la plataforma Universe Music. Asimismo, el 13 de octubre, Kep1er publicó su tercer EP, Troubleshooter, junto con su sencillo principal «We Fresh».

### 2023–presente:Lovestruck, discusiones sobre renovación de contrato, Kep1going, próximo regreso coreano
El 16 de enero, se anunció que el segundo sencillo japonés de Kep1er, titulado «Fly-By», sería lanzado el 15 de marzo de 2023. El video musical para la canción principal del álbum, llamada «I Do! Do You?», se publicó anticipadamente el 21 de febrero.
Asimismo, en marzo de 2023, la agencia del grupo confirmó que Kep1er regresaría el 10 de abril con un nuevo álbum coreano luego de seis meses desde su último lanzamiento. En dicha fecha, el grupo lanzó su cuarto EP, titulado Lovestruck!, con «Giddy» como sencillo principal.
El 30 de agosto, se anunció que el lanzaría su quinto EP, Magic Hour, el 25 de septiembre.El 21 de septiembre, en Kep1er Daum Cafe anunció que Yeseo se ausentaría temporalmente de las actividades debido a problemas de salud.El 10 de octubre, una película teaser reveló que Kep1er tendría un regreso japonés el 22 de noviembre. El regreso será con su tercer sencillo japonés "Fly-High".
El 12 de enero de 2024, el medio de noticias MHN Sports informó que WAKEONE desea extender el contrato del grupo, pero aún tienen que llegar a un acuerdo con las respectivas agencias de los miembros. Está previsto que Kep1er finalice sus actividades el 3 de julio de 2024.El 13 de febrero, se anunció que regresarán con álbumes coreanos y japoneses en 2024. El 14 de febrero, se anunció que regresarían a Japón el 8 de mayo. Más tarde, se confirmó que lanzarían su primer álbum japonés de larga duración, Kep1going. El 3 de abril, se confirmó que Kep1er comenzó a trabajar en su próximo álbum, cuyo lanzamiento supuestamente está previsto para mayo. Además, WAKEONE está en conversaciones positivas sobre una extensión de contrato.
El 13 de mayo, el grupo dio a conocer el vídeo en movimiento del logo de su primer álbum de larga duración, Kep1going On, cuyo lanzamiento fue previsto para el 3 de junio.El 16 de mayo, StarNews informó que siete de las miembros habían extendido con éxito sus contratos con WAKEONE. El grupo se reorganizaría como un grupo de siete miembros, ya que Mashiro y Yeseo se unirían a LimeLight. El 30 de mayo, se anunció que las miembros, excluyendo a Mashiro y Yeseo, habían rescindido su contrato con WAKEONE. Ambas dejaron el grupo tras su último concierto promocional del album Kep1going On en Japón el 15 de julio.

## Integrantes

### Actuales
- Choi Yujin (최유진)
- Shen Xiaoting (沈小婷; 션 샤오팅)
- Kim Chaehyun (김채현)
- Kim Dayeon (김다연)
- Ezaki Hikaru (江崎ひかる; 에자키 히카루)
- Huening Bahiyyih (휴닝바히에)
- Seo Youngeun (서영은)

### Exmiembros
- Sakamoto Mashiro (坂本舞白; 사카모토 마시로)
- Kang Yeseo (강예서)

## Discografía

### Álbumes de estudio
| 2024                                                                                   | Kep1going On - Lanzamiento: 3 de junio de 2024 - Discográfica: Swing, Wake One - Formato: CD, descarga digital, streaming    | - | - | - |  |               |
| Japonés                                                                                | |   |   |   |  |               |
| 2024                                                                                   | Kep1going - Lanzamiento: 8 de mayo de 2024 - Discográfica: Wake One, Ariola Japan - Formato: CD, descarga digital, streaming | - | 2 | 3 |  | - JAP: 66 051 |
| «—» indica que el álbum no alcanzó posición alguna o no fue lanzado en ese territorio. | |   |   |   |  |               |

### EPs
| 2022                                                                                   | First Impact - Lanzamiento: 3 de enero de 2022 - Discográfica: Swing, Wake One - Formato: CD, descarga digital, streaming      | 1 | 10 | 2 | - KMCA: Platino | - COR: 393 063 |
| 2022                                                                                   | Doublast - Lanzamiento: 20 de junio de 2022 - Discográfica: Swing, Wake One - Formato: CD, descarga digital, streaming         | 2 | 24 | 9 | - KMCA: Platino | - COR: 318 727 |
| 2022                                                                                   | Troubleshooter - Lanzamiento: 13 de octubre de 2022 - Discográfica: Swing, Wake One - Formato: CD, descarga digital, streaming | 2 | 21 | 6 |                 |                |
| 2023                                                                                   | Lovestruck! - Lanzamiento: 10 de abril de 2023 - Discográfica: Swing, Wake One - Formato: CD, descarga digital, streaming      | - | -  | - |                 |                |
| 2023                                                                                   | Magic Hour - Lanzamiento: 25 de septiembre de 2023 - Discográfica: Swing, Wake One - Formato: CD, descarga digital, streaming  | - | -  | - |                 |                |
| «—» indica que el álbum no alcanzó posición alguna o no fue lanzado en ese territorio. | |   |    |   |                 |                |

### Álbumes sencillos
| Año                                                                                    | Álbum | Posicionamiento en listas | Posicionamiento en listas | Certificaciones | Ventas                                   |         |
| Año                                                                                    | Álbum | JPN                       | JPN                       | Certificaciones | Ventas                                   |         |
| Año                                                                                    | Álbum | Hot                       | Oricon                    | Certificaciones | Ventas                                   |         |
| Japonés                                                                                | Japonés | Japonés                   | Japonés                   | Japonés         | Japonés                                  | Japonés |
| -------------------------------------------------------------------------------------- | --- | ------------------------- | ------------------------- | --------------- | ---------------------------------------- | ------- |
| 2022                                                                                   | Fly-Up - Lanzamiento: 7 de septiembre de 2022 - Discográfica: Ariola Japan, Wake One - Formato: CD, descarga digital, streaming        | 2                         | 2                         | - RIAJ: Oro     | - JAP: 87 604 (fís.) - JAP: 1 307 (dig.) |         |
| 2023                                                                                   | Fly-By - Lanzamiento: 15 de marzo de 2023 - Discográfica: Swing, Wake One - Formato: CD, descarga digital, streaming                   | -                         | -                         |                 |                                          |         |
| 2023                                                                                   | Fly-High - Lanzamiento: 22 de noviembre de 2023 - Discográfica: Wake One, Sony Music Labels - Formato: CD, descarga digital, streaming | -                         | -                         |                 |                                          |         |
| «—» indica que el álbum no alcanzó posición alguna o no fue lanzado en ese territorio. | |                           |                           |                 |                                          |         |

### Sencillos
| Título                                                                             | Año     | Posición más alta | Posición más alta | Posición más alta | Posición más alta | Álbum          |
| Título                                                                             | Año     | COR               | COR               | EUA World         | JPN               | Álbum          |
| Título                                                                             | Año     | Circle            | Billb.            | EUA World         | JPN               | Álbum          |
| Coreano                                                                            | Coreano | Coreano           | Coreano           | Coreano           | Coreano           | Coreano        |
| ---------------------------------------------------------------------------------- | ------- | ----------------- | ----------------- | ----------------- | ----------------- | -------------- |
| «Wa Da Da»                                                                         | 2022    | 75                | 70                | 13                | 9                 | First Impact   |
| «Up!»                                                                              | 2022    | —                 | —                 | —                 | 25                | Doublast       |
| «We Fresh»                                                                         | 2022    | —                 | —                 | —                 | —                 | Troubleshooter |
| «Giddy»                                                                            | 2023    | —                 | —                 | —                 | —                 | Lovestruck!    |
| «Galileo»                                                                          | 2023    | —                 | —                 | —                 | 96                | Magic Hour     |
| «Shooting Star»                                                                    | 2024    | —                 | —                 | —                 | —                 | Kep1going On   |
| Japonés                                                                            |         |                   |                   |                   |                   |                |
| «Wing Wing»                                                                        | 2022    | —                 | —                 | —                 | 3                 | Fly-Up         |
| «I Do! Do You?»                                                                    | 2023    | —                 | —                 | —                 | 3                 | Fly-By         |
| «Grand Prix»                                                                       | 2023    | —                 | —                 | —                 | 6                 | Fly-High       |
| «Straight Line»                                                                    | 2024    | —                 | —                 | —                 | —                 | Kep1going      |
| «—» indica que el sencillo no alcanzó posición alguna o no fue lanzado en el país. |         |                   |                   |                   |                   |                |

### Otras canciones
| «Don't Go» (나비소녀) (con Loona)                                                                 | 2022 | — | — | 14 | Queendom Part.2-7 |
| «The Girls (Can't Turn Me Down)»                                                                  | 2022 | — | — | —  | Queendom 2 Final  |
| «—» indica que la canción no alcanzó posición alguna o certificación o no fue lanzada en el país. |      |   |   |    |                   |

## Filmografía

### En línea
| Año  | Programa          | Cadena  | Notas             | Ref    |
| ---- | ----------------- | ------- | ----------------- | ------ |
| 2022 | Kep1er Debut Show | Mnet    | Programa en línea | [ 50 ] |
| 2023 | Kep1erving        | Youtube | Programa en línea |        |

### Televisión
| Año  | Programa         | Cadena | Notas                     | Ref    |
| ---- | ---------------- | ------ | ------------------------- | ------ |
| 2021 | Girls Planet 999 | Mnet   | Programa de telerrealidad | [ 51 ] |
| 2021 | Kep1er View      | Mnet   | Programa de telerrealidad | [ 52 ] |
| 2022 | Queendom         | Mnet   | Programa de telerrealidad | [ 16 ] |

## Premios y nominaciones
| Año  | Premiación                    | Categoría                             | Nominado/trabajo | Resultado | Ref.   |
| ---- | ----------------------------- | ------------------------------------- | ---------------- | --------- | ------ |
| 2022 | Asia Artist Awards            | Best Choice Award - Música            | Kep1er           | Ganador   | [ 53 ] |
| 2022 | Asia Artist Awards            | New Wave Awards - Música              | Kep1er           | Ganador   | [ 53 ] |
| 2022 | Brand Customer Loyalty Awards | Novato del año (Femenino)             | Kep1er           | Ganador   | [ 54 ] |
| 2022 | Genie Music Awards            | Mejor grupo novato del año (Femenino) | Kep1er           | Nominado  | [ 55 ] |
| 2022 | Genie Music Awards            | Premio a la popularidad global        | Kep1er           | Nominado  | [ 56 ] |
| 2022 | K-Global Heart Dream Awards   | Premio super rookie K-Global          | Kep1er           | Ganador   | [ 57 ] |
| 2022 | KBS World Radio K-Pop Awards  | Grupo femenino del año                | Kep1er           | Nominado  | [ 58 ] |
| 2022 | MAMA Awards                   | Artista nuevo favorito                | Kep1er           | Ganador   | [ 59 ] |
| 2022 | MAMA Awards                   | Mejor artista del año                 | Kep1er           | Nominado  | [ 60 ] |
| 2022 | MAMA Awards                   | Mejor artista nuevo femenino          | Kep1er           | Nominado  | [ 60 ] |
| 2022 | MAMA Awards                   | Worldwide Fans’ Choice Top 10         | Kep1er           | Nominado  | [ 60 ] |
| 2022 | Melon Music Awards            | Mejor grupo nuevo del año             | Kep1er           | Nominado  | [ 61 ] |
| 2022 | The-K Billboard Awards        | Hot Rookie                            | Kep1er           | Ganador   | [ 62 ] |
| 2022 | The Fact Music Awards         | Global Hottest Award                  | Kep1er           | Ganador   | [ 63 ] |
| 2023 | Asia Artist Awards            | Best Icon Award - Música              | Kep1er           | Ganador   | [ 64 ] |
| 2023 | Asia Artist Awards            | Premio a la popularidad - Música      | Kep1er           | Nominado  | [ 65 ] |
| 2023 | Japan Gold Disc Award         | 3 mejores artistas nuevos (Asia)      | Kep1er           | Ganador   | [ 66 ] |
| 2023 | Japan Gold Disc Award         | Canción del año por streaming (Asia)  | «Wa Da Da»       | Ganador   | [ 66 ] |
| 2023 | KKBOX Taiwan Music Awards     | Top 100 Artistas del año              | Kep1er           | Ganador   | [ 67 ] |
| 2023 | Hanteo Music Awards           | Grupo Popular Global                  | Kep1er           | Ganador   | [ 68 ] |
| 2023 | Hanteo Music Awards           | Artista del año (Bonsang)             | Kep1er           | Nominado  | [ 69 ] |
| 2023 | Hanteo Music Awards           | Premio a Artista Emergente            | Kep1er           | Nominado  | [ 69 ] |
| 2023 | Hanteo Music Awards           | Premio a Artista Global - Asia        | Kep1er           | Nominado  | [ 69 ] |
| 2023 | Hanteo Music Awards           | WhosFandom Award                      | Kep1er           | Nominado  | [ 69 ] |